# Rafinha Travalão
Rafaela de Miranda Travalão, também conhecida como Rafinha (Promissão, 18 de agosto de 1988), é uma futebolista brasileira. Atualmente, joga pelo São Paulo e também pela Seleção Brasileira de Futebol Feminino.

## Carreira em clubes
Ela jogou pelo Boston Breakers da Liga Nacional de Futebol Feminino na temporada de 2015.  Tendo sido dispensada pelo Boston Breakers em outubro de 2015.
Em 2016, ingressou no clube austríaco ÖFB-Frauenliga St. Pölten-Spratzern.
Desde 2017, Rafinha joga o futebol do seu clube no Brasil.

## Carreira internacional
Em julho de 2013 Rafinha representou o Brasil na Universíada de Verão de 2013 em Kazan, Rússia. Ela fez sua estréia sênior em setembro de 2013, contra a Nova Zelândia na Valais Women's Cup de 2013. Nos Jogos Sul-Americanos de 2014, Rafinha marcou o gol da vitória do Brasil por 2 a 1 sobre a Colômbia. Às vésperas da Copa do Mundo Feminina da FIFA 2015, Rafina foi convocada para a seleção brasileira para substituir Érika, que havia sofrido uma lesão no joelho.

## Conquistas com a Ferroviária
- Campeã do Campeonato Brasileiro de Futebol Feminino: 2014
- Vice-campeã do Campeonato Paulista de Futebol Feminino: 2014